# Dokapon Kingdom
Dokapon Kingdom é um jogo de video game para os consoles PlayStation 2 e Nintendo Wii, desenvolvido pela Sting Entertainment e públicado pela Atlus. O jogo é um RPG onde ate quatro jogadores se desafiam em missões. Foi lançado na América do Norte em 14 de outubro de 2008.

## O jogo
Trata-se de um RPG com diferentes opções de modos que variam do modo história ao modo batalha. Os jogadores giram uma roleta e movem de acordo com o número indicado na roleta, mas são livres para escolher a direção. 

## Recepção
A versão do jogo no Wii foi indicada como o melhor jogo de RPG para o console pela IGN na premiação de 2008.
| Plataforma    | Agregador        | Pontuação | Referências |
| ------------- | ---------------- | --------- | ----------- |
| Wii           | 1UP              | C         | .           |
| Wii           | IGN              | 80        | .           |
| Wii           | Nintendo Power   | 85        | .           |
| PlayStation 2 | IGN              | 80        | .           |
| PlayStation 2 | TotalPlayStation | 75        | .           |
| PlayStation 2 | GameZone         | 60        | .           |

## Ligações Externas
- Ficha do jogo no GameStart[ligação inativa]